# Hemorrojder
Hemorrojder är vaskulära strukturer som sitter i analkanalen. De betraktas som patologiska när de är svullna eller inflammerade. I friskt tillstånd är de analkuddar, bestående av arteriovenösa anastomoser och bindväv, som hjälper till att kontrollera avföringen.
Olika typer av patologiska hemorrojder ger olika symtom. Inre hemorrojder ger oftast smärtfria rektala blödningar. Yttre hemorrojder kan däremot ge några symtom och vid blodpropp kan det ge upphov till avsevärd smärta och svullnad i området runt anus. Ofta beskrivs allehanda olika symtom runt ändtarmsöppningen som ”hemorrojder” och allvarliga orsaker till symtomen bör därför uteslutas. Även om de exakta orsakerna till hemorrojder fortfarande är okända, tros flera faktorer, som ökat inre buktryck och då särskilt förstoppning, spela en roll.
Vid en första behandling vid lindrig till måttlig sjukdom ska man öka intaget av fiber, dricka för att hålla sig uppvätskad, vila och ta NSAID:er mot smärta. Ett antal mindre åtgärder kan utföras om symtomen är svåra eller inte förbättras med vanlig behandling. Kirurgi används endast då nämnda åtgärder inte gett någon förbättring. Upp till halva befolkningen kan drabbas av hemorrojder någon gång i livet och oftast är det ofarligt.

## Tecken och symtom

Yttre hemorrojd runt anus hos människa

Inre och yttre hemorrojder kan se olika ut; dock kan många av de drabbade ha en kombination av de båda. Blödningar som är så pass kraftiga att de orsakar anemi är ovanliga och livshotande blödningar är ännu ovanligare. Många av de drabbade skäms över sina problem och söker oftast endast vård när de har svåra symtom.

### Yttre
Yttre hemorrojder orsakar endast smärre obehag om de inte innehåller blodproppar, då de istället kan vara mycket smärtsamma. I vilket fall som helst försvinner smärtan vanligtvis inom 2 – 3  dagar. Det kan dock ta några veckor innan svullnaden går ner. Ett akrokordon kan kvarstå efter läkningen. Om hemorrojderna är stora och orsakar hygienproblem kan de orsaka irritation i den omgivande huden och därmed klåda runt anus.

### Inre
Inre hemorrojder ger oftast smärtfria och ljusröda rektala blödningar under och efter avföringens passage. Blodet täcker vanligtvis avföringen, ett tillstånd som kallas hematokezi, och syns på toalettpappret eller droppar ner i toalettstolen. Själva avföringen har oftast normal färg. Andra symtom kan vara slemutsöndring, en perianal knöl vid framfall genom anus, klåda och fekal inkontinens. Inre hemorrojder är oftast endast smärtsamma om de innehåller blodproppar eller är nekrotiska.

## Orsaker
Den exakta orsaken till symtomatiska hemorrojder är okänd. Ett antal faktorer tros ha en inverkan, bland annat oregelbunden tarmtömning (förstoppning eller diarré), brist på motion, näringsfaktorer (lågfiberkost), ökat tryck i buken (långvarig krystning, ascites, knöl i buken eller graviditet), genetik, avsaknad av klaffar i de hemorrojdala venerna eller åldrande. Andra faktorer som tros öka risken är fetma, långvarigt sittande, kronisk hosta och dysfunktion i bäckenbotten. Det finns dock endast svagt vetenskapligt stöd för dessa samband.
Under graviditeten gör fostrets tryck på buken samt de hormonella förändringarna att hemorrojdala kärl blir större. Förlossningen leder också till ökat tryck i buken. Gravida kvinnor behöver sällan kirurgisk behandling, eftersom symtomen vanligtvis försvinner efter förlossningen.

## Patofysiologi
Analkuddar tillhör den normala mänskliga anatomin och blir endast patologiska (hemorrojder) då de genomgår onormala förändringar. Det finns huvudsakligen tre analkuddar i den normala analkanalen. De sitter normalt lateralt till vänster, anteriort till höger och posteriort till höger. De består varken av artärer eller vener utan av blodkärl som kallas sinusoider, bindväv och glatt muskulatur. Sinusoider har inte muskelvävnad i väggarna, som hos vener. Denna samling blodkärl kallas hemorrojdplexus.
Analkuddarna är viktiga för kontinens. De bidrar med 15–20 % till analens slutningstryck vid vila och skyddar analsfinkterns muskler vid passage av avföring. När en person böjer sig ned ökar trycket inne i buken och analkuddarna blir större för att se till att anus håller sig slutet. Hemorrojdsymtom tros uppstå när kärlstrukturer glider neråt eller när ventrycket blir alltför stort. Ökat tryck i analsfinktern kan också vara ett symtom på hemorrojder. Det finns två typer av hemorrojder: inre från superiora hemorrojdplexus och yttre från nedre hemorrojdplexus. Linea dentata delar de två områdena.

## Diagnos
| Grade | Diagram | Picture         |
| ----- | ------- | --------------- |
| 1     |         | Endoscopic view |
| 2     |         |                 |
| 3     |         |                 |
| 4     |         |                 |

Diagnosen hemorrojder ställs oftast genom en kroppsundersökning. En visuell undersökning av anus och omgivande område kan användas för att diagnostisera yttre hemorrojder eller hemorrojder med framfall. En rektal undersökning kan utföras för att upptäcka eventuell rektala tumörer, polyper, en förstorad prostata eller abscesser. Denna undersökning kan eventuellt kräva lämplig sedering mot smärtan, även om de flesta inre hemorrojder inte gör ont. Visuell bekräftelse av de inre hemorrojderna kan kräva anoskopi, ett ihåligt rör med en lampa fäst i ena änden. Det finns två typer av hemorrojder: yttre och inre. Dessa skiljs åt beroende på var de sitter i förhållande till linea dentata. Vissa personer kan samtidigt ha symtomatiska varianter av båda. Om det gör ont handlar det troligen om en analfissur eller en yttre hemorrojd snarare än en inre hemorrojd.

### Inre
Inre hemorrojder uppkommer ovanför linea dentata. De täcks av cylindriskt epitel som saknar smärtreceptorer. År 1985 klassificerades de i fyra grader beroende på graden av framfall.
- Grad I: Inget framfall. Något framträdande blodkärl.[11]
- Grad II: Framfall vid framåtböjning, reponeras spontant.
- Grad III: Framfall vid framåtböjning, reponeras manuellt.
- Grad IV: Framfall, kan inte reponeras manuellt.

### Yttre

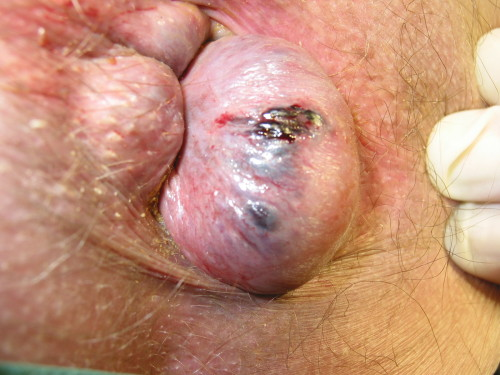
En yttre hemorrojd med blodpropp

Yttre hemorrojder är de som uppstår nedanför linea dentata eller linea pectinata. De täcks närmast av anoderm och ytterst av hud, av vilka båda är känsliga för smärta och temperatur.

### Differentialdiagnos
Många anorektala problem, som t.ex. fissurer, fistlar, abscesser, kolorektal cancer, rektala åderbråck och klåda har liknande symtom och kan felaktigt kallas hemorrojder. Rektal blödning kan också uppstå till följd av kolorektal cancer, kolit inklusive inflammatorisk tarmsjukdom, divertikulos och angiodysplasi. Vid anemi bör andra tänkbara orsaker övervägas.
Andra sjukdomar som ger upphov till anala knölar inbegriper: akrokordon, kondylom, rektalt framfall, polyper och förstorade analpapiller. Anorektala åderbråck till följd av portahypertension (förhöjt blodtryck i portakretsloppet) kan likna hemorrojder, men är en annan åkomma.

## Förebyggande
Ett antal förebyggande åtgärder rekommenderas, bl.a. att man undviker att krysta vid tarmtömning, undviker förstoppning och diarré, antingen med högfiberkost och intag av rikliga mängder vätska eller fibertillskott, samt tillräckligt med motion. Det rekommenderas också att minska på krystningstiden vid tarmtömning, undvika att läsa på toaletten, undvika tunga lyft såväl som att gå ner i vikt för överviktiga personer.

## Behandling

### Konservativ
Konservativ behandling består vanligen av en diet rik på kostfiber, intag av vätska genom munnen för att hålla sig uppvätskad, icke-steroida antiinflammatoriska läkemedel (NSAID), sittbad och vila. Ökat fiberintag har visats ge en god effekt och kan uppnås genom förändrad kost eller intag av fibertillskott. Det finns emellertid inga bevis för att sittbad under behandlingen är av nytta. Om de används bör de begränsas till 15 minuter åt gången.
Trots att många lokalverkande läkemedel och stolpiller finns tillgängliga för behandling av hemorrojder, finns det inte mycket som stödjer deras användning. Läkemedel med  steroider ska inte användas mer än 14 dagar eftersom de kan orsaka hudförtunning. De flesta läkemedel innehåller en kombination av aktiva substanser. Dessa kan vara bl.a.: en barriärkräm såsom vaselin eller zinkoxid, ett smärtstillande medel såsom lidokain och ett kärlsammandragande såsom adrenalin. Det är tveksamt om  flavonoider ger någon positiv effekt och de kan dessutom ge biverkningar. Symtomen försvinner vanligtvis efter graviditeter och därför väntar man ofta med aktiv behandling tills efter förlossningen.

### Metoder
Ett antal icke-kirurgiska metoder kan utföras. Även om de vanligtvis är säkra, så kan det i sällsynta fall uppkomma allvarliga biverkningar såsom perianal sepsis.
- Gummibandsligering rekommenderas vanligen som förstalinjesbehandling vid grad I-III hemorrojder.[11] Det är en metod där gummiband fästs på en inre hemorrojd minst 1  cm ovanför linea dentata för att stoppa dess blodförsörjning. Inom 5-7 dagar ramlar den förtorkade hemorrojden av. Om bandet placeras för nära linea dentata, gör det väldigt ont precis efteråt.[3] Det har visats att ca 87 %[3] tillfrisknar och att 3 % får komplikationer.[11]
- Skleroterapi innebär att ett skleroserande medel, såsom fenol, injiceras in i hemorrojden. Detta gör att venväggarna kollapsar och hemorrojden skrumpnar. Fyra år efter behandling är ~70 %[3] botade, vilket är fler än de som behandlats med gummibandsligering.[11]
- Ett antal kauteriseringsmetoder har visat sig vara effektiva mot hemorrojder, men de används oftast endast då andra metoder inte fungerar. Denna metod kan användas med hjälp av elektrokauterisering, infraröd strålning, laserkirurgi[3] eller kryokirurgi.[19] Infraröd kauterisering kan vara ett alternativ vid grad I eller II hemorrojder.[11] Hos de med grad 3 eller 4 av sjukdomen är recidiv vanligt.[11]

### Kirurgi
Ett antal kirurgiska tekniker kan användas om konservativ behandling och enkla metoder misslyckas. Alla kirurgiska behandlingar är förknippade med en viss grad av komplikationer, bl.a. blödningar, infektioner, anal striktur och urinretention, eftersom ändtarmen är mycket nära nerverna som försörjer urinblåsan. Det kan också föreligga en liten risk för fekal inkontinens, särskilt vätska, med en förekomst på mellan 0 % och 28 %. Ectropion i slemhinnan är ett annat tillstånd som kan uppkomma efter hemorrojdektotomi (ofta tillsammans med anal stenos). Den anala slemhinnan vänds då ut ur anus, ungefär som vid lindriga fall av rektalt framfall.
- Hemorrojdektomi genom excision innebär att hemorrojden genom ett kirurgiskt ingrepp skärs ut och detta tillämpas framförallt i svåra fall.[3] Det är förknippat med betydande postoperativ smärta och kräver vanligtvis 2–4 veckors återhämtning.[3] På lång sikt är det emellertid bättre än gummibandsligering vid grad III hemorrojder.[23] Det är den behandling som rekommenderas för patienter med yttre hemorrojd med blodpropp om det utförs inom 24–72 timmar.[7][11] Nitroglycerin-salva efter behandlingen hjälper både mot smärtan och är bra för läkningen.[24]
- Doppler-guidad transanal dearterialisering av hemorrojder är en minimalt invasiv behandling där en ultraljudsdoppler används för att hitta den rätta platsen för det arteriella blodets inflöde. Dessa artärer ”knyts av” efteråt och den framfallna vävnaden sutureras tillbaka till sitt normala läge. Metoden ger en högre förekomst av recidiv, men färre komplikationer än hemorrojdektomi.[3]
- Staplad hemorrojdektomi, även kallat staplad hemorrojdopexi, är ett ingrepp som innebär avlägsnande av en stor del av den abnormt förstorade hemorrojdvävnaden, följt av återplacering av den återstående hemorrojdvävnaden till dess normala anatomiska läge. Det är vanligtvis mindre smärtsamt och är förknippat med snabbare läkning än ingrepp där hela hemorrojden avlägsnas.[3] Det finns dock en större risk för recidiv av symtomatiska hemorrojder jämfört med konventionell hemorrojdektomi[25] och därför rekommenderas det vanligtvis endast vid grad II eller III hemorrojder.[11]

## Epidemiologi
Det är svårt att fastställa hur vanliga hemorrojder är eftersom många av de drabbade inte söker vård för detta. Det tros emellertid att symtomatiska hemorrojder påverkar åtminstone 50 % av USA:s befolkning någon gång under deras livstid och ca ~5 % av befolkningen är drabbad vid varje given tidpunkt. Sjukdomen förekommer ungefär lika ofta hos båda könen och är vanligast mellan 45 och 65  års ålder. Det är vanligare hos individer av kaukasisk ras och hos de som har högre socioekonomisk status. På lång sikt är prognosen god, även om vissa individer kan få symtomatiska recidiv. Endast en liten andel av de drabbade behöver kirurgiska ingrepp.

## Historia

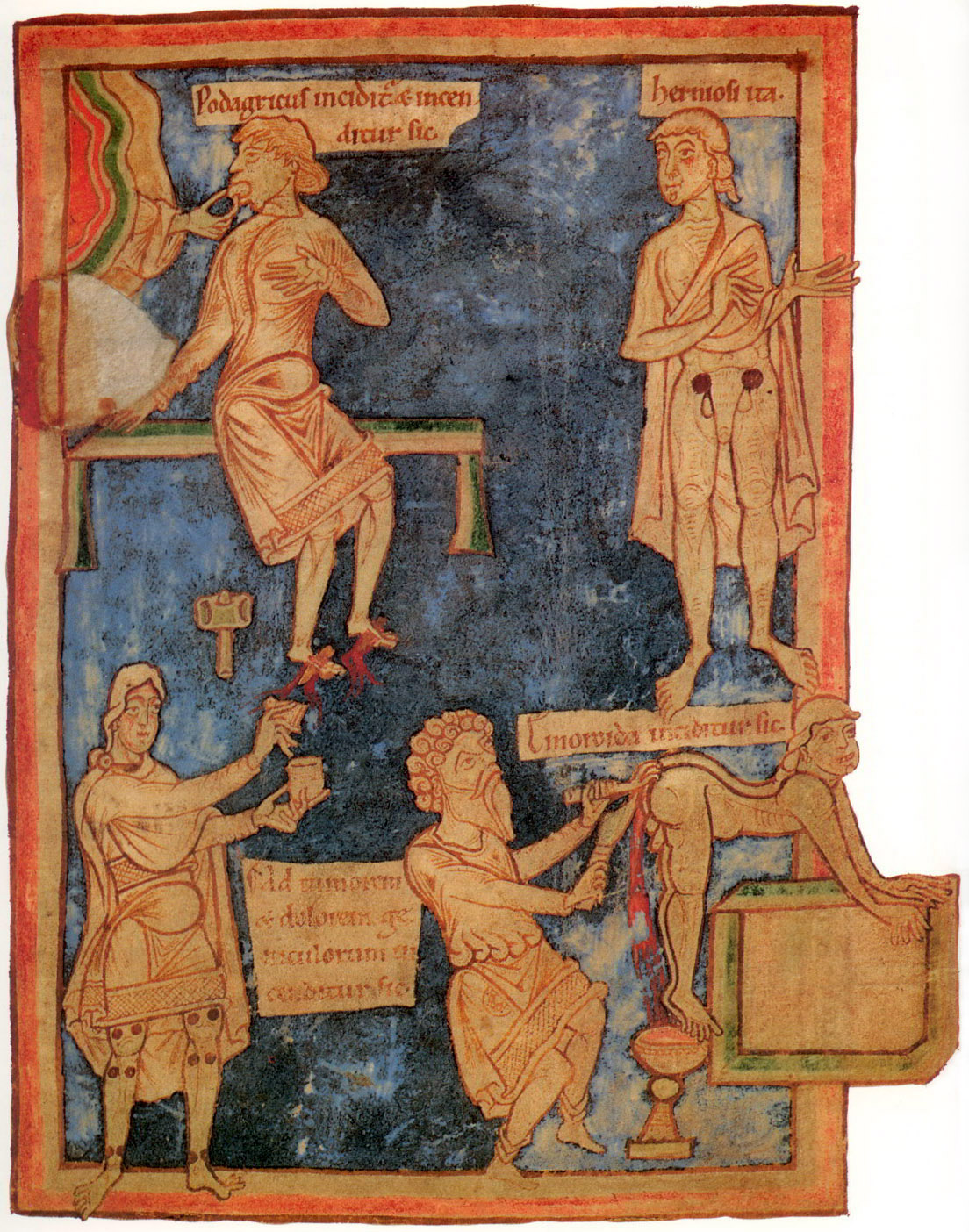
Engelsk miniatyr från 1000-talet. Till höger en operation för att avlägsna hemorrojder.

Åkomman nämndes första gången 1700 f.Kr. på en egyptisk papyrus och ger följande råd:
“… Du skall ge ett recept, en salva som ger stort skydd; akaciablad, malda, pulvriserade och sammankokade. Stryk ut denna på en remsa fint linnetyg och placera i anus, så att han återhämtar sig omedelbart.” År 460 f.Kr. diskuteras en behandling som liknar modern gummibandsligering i Corpus Hippocraticum:
”Och hemorrojder kan likaledes behandlas genom transfixation av dem med en nål och genom att knyta fast dem med en mycket tjock ylletråd och vänta tills de faller av och lämna alltid kvar en; och när patienten återhämtar sig, låt honom få en Helleborus-kur.” Hemorrojder har beskrivits i Bibeln.
Celsus (25 f.Kr. – 14 e.Kr.) beskriver metoder med ligering och excision och diskuterar möjliga komplikationer. Galenos förespråkade att förbindelserna mellan artärer och vener skulle skäras av och påstod att det både minskade smärtan och spridningen av gangrän. Susruta Samhita, (300 – 400-talet e.Kr.), liknar Hippokrates ord, men betonar vikten av att hålla såren rena. På 1200-talet gjorde europeiska kirurger, såsom Lanfranc of Milan, Guy de Chauliac, Henri de Mondeville och John Arderne, stora framgångar med att utveckla kirurgiska tekniker.
Första gången ordet hemorrojd användes på engelska (hemorrhoid) var år 1398. Det härrör från fornfranskans ”emorroides”, från latinets ”hæmorrhoida -ae”, som i sin tur kommer från grekiskans ”αἱμορροΐς” (haimorrhois), ”benägen att avge blod”, från ”αἷμα" (haima), ”blod” + "ῥόος" (rhoos), ”ström, flöde”, som i sin tur kommer från ”ῥέω” (rheo), ”att flöda, att strömma”.

## Anmärkningsvärda fall
Hall-of-Fame-basebollspelaren George Brett fick lämna en match under världsserien 1980 på grund av hemorrojdsmärta. Efter att ha genomgått en mindre kirurgiskt ingrepp återvände han i nästa match och kommenterade det skämtsamt med ”...mina problem är bakom mig.” Brett genomgick ytterligare en hemorrojdoperation följande vår. Den konservative politiske kommentatorn Glenn Beck genomgick en hemorrojdoperation och beskrev därefter sin obehagliga upplevelse i en uppmärksammad video på YouTube 2008.